# عملية تينومبالا
عملية تينومبالا (بالإندونيسية: Operasi Tinombala) هي عملية عسكرية مشتركة قامت بها الشرطة الوطنية الاندونيسية والجيش الوطني الإندونيسي للقبض على أعضاء جماعة المجاهدين الإندونيسيين تيمور الإندونيسية التي تدعم داعش ويقودها سانتوسو. في الآونة الأخيرة نجح الجيش والشرطة الإندونيسيون في قتل سانتوسو، لكن الجنرال تيتو كارنافيان واصل العملية لضمان سلامة المنطقة من الأعضاء الأحد عشر الباقين في المجموعة. أشاد حاكم سولاويزي لونغكي جانغجولا بالعملية لأساليبها الإنسانية نسبيًا، حيث تم القبض على العديد من قادة المجموعة على قيد الحياة بنجاح.

## خلفية
بدأت العملية من قبل الحكومة الإندونيسية للقضاء على جماعة المجاهدين الإندونيسيين تيمور ومنعهم من نشر الرعب للمواطنين الإندونيسيين والأجانب في وسط سولاويزي. بدأت العملية وهي استمرار لكل من عملية كامار ماليو الأولى والثانية في أوائل مارس 2016 ولا تزال جارية. في عام 2014 تعهد جماعة المجاهدين الإندونيسيين تيمور بالولاء لتنظيم داعش وأصبحت جماعة إرهابية بالنسبة للحكومة الأندونيسية. كان رئيسهم الرئيسي هو سانتوسو، على الرغم من أنه بعد وفاته واعتقال قادة آخرين اختبأ الأعضاء الأحد عشر الباقون في الأدغال المحيطة بوسو وسط سولاويزي.

## الجدول الزمني
- في 18 يوليو 2016، زعمت القوات الإندونيسية أنها أطلقت الرصاص وقتلت زعيم جماعة المجاهدين الإندونيسيين تيمور سانتوسو.[4] قد تؤدي وفاة سانتوسو إلى نهاية جماعة المجاهدين الإندونيسيين تيمور.[5]
- في 14 سبتمبر 2016، قتل أنديكا إيكا بوترا أحد الأعضاء المتبقين في جماعة المجاهدين الإندونيسيين تيمور.[6]
- في 19 سبتمبر 2016، قتل سوبرون على يد فرقة عمل عملية تينومبالا.[7]
- في 16 مايو 2017، قتل اثنان من مقاتلي جماعة المجاهدين الإندونيسيين تيمور في تبادل لإطلاق النار مع القوات الإندونيسية في بوسو، وأصيب جندي إندونيسي.[8]
- في 3 أغسطس 2017، قتل مزارع بعد أن هاجمه إرهابي في باريجي موتونج إندونيسيا.[9]

## جميع عمليات الجماعة
وفقا لمفوض الشرطة ليو بونا لوبيس، بلغت مجموعة سانتوسو مع أتباعه عدد 28 شخصا. لكن ارتفع العدد إلى 45 شخصًا يعتقد أنهم في الجبل والغابة في بوسو بيسيسير بيرسودارا ولور، وفقًا لمفوض الشرطة ليو بونا لوبيس قبل أن يبلغ عدد مجموعة سانتوسو هذه مع أتباعه 28 شخصًا، لكنه ارتفع إلى 45 شخصًا يعتقد أنهم في الجبل والغابة في منطقة بوسو بيسيسير بيرسودارا ولور.